# Ars (les Valls de Valira)
|  | Aquest article tracta sobre la població de l'Alt Urgell. Si cerqueu el satèl·lit de Júpiter, vegeu «Ars (satèl·lit)». |

Ars és un nucli de població i una entitat municipal descentralitzada del municipi de les Valls de Valira, a l'Alt Urgell. És situat en un coster elevat a 1.362 metres sota el ras de Conques, a l'esquerra del barranc d'Ars. Té una població de 29 habitants (2019).
Damunt el poble hi havia hagut el castell d'Ars, del qual encara podem trobar algunes restes (les ruïnes són conegudes amb el nom de la Seca), entre les quals una torre rectangular migpartida. L'església parroquial de Sant Martí, romànica, d'una nau de planta lleugerament irregular que es cobreix amb encavallades de fusta d'estructura triangular. El seu campanar rodó de tres pisos és un bell exemplar del romànic llombard, amb finestres geminades de diferents ornament i estils, i culmina la part superior una aplanada coberta de pissarra. No gaire lluny del poble hi ha una torre medieval coneguda com el Colomer d'en Ruf. El 1519 hi havia 10 focs i el 1845 hi havia 36 cases i 224 habitants.
Fins a l'any 1970, Ars era un municipi independent, el qual també comprenia els pobles de Ministrells, Sant Joan Fumat i Ferrera dels Llops. Va ser a partir d'aquesta data que entrà a formar part del municipi de les Valls de Valira com a Entitat Municipal Descentralitzada.